# 마리아 라 델 바리오
《마리아 라 델 바리오》(스페인어: María la del Barrio)는 1995년부터 1996년까지 방영된 멕시코의 텔레노벨라이다.